# Pleuromucrum multidentatum
Pleuromucrum multidentatum is een mosdiertjessoort uit de familie van de Phidoloporidae. De wetenschappelijke naam van de soort is, als Lepralia multidentata, voor het eerst geldig gepubliceerd in 1905 door Thornely.